# Taihusten
Taihusten (太湖石) er underlig udformede sten som benyttes som udsmykning i kinesisk havekunst. Det er sten af porøs kalk, og de fleste af dem stammer fra Vestbergøen i Tai Husøen i provinsen Jiangsu i Kina. De er blevet smidt i søen, hvor vanderosion har skabt de mærkelige former. 